# 安赫拉·巴龙
安赫拉·达妮埃拉·巴龙（西班牙語：Ángela Daniela Barón；2003年9月18日—），哥伦比亚女子足球运动员，司职中后卫，目前效力于路易斯维尔竞技足球俱乐部和哥伦比亚国家女子足球队。她曾代表哥伦比亚参加2024年夏季奥林匹克运动会女子足球比赛。